# Tom Terriss
Pour les articles homonymes, voir Terriss.

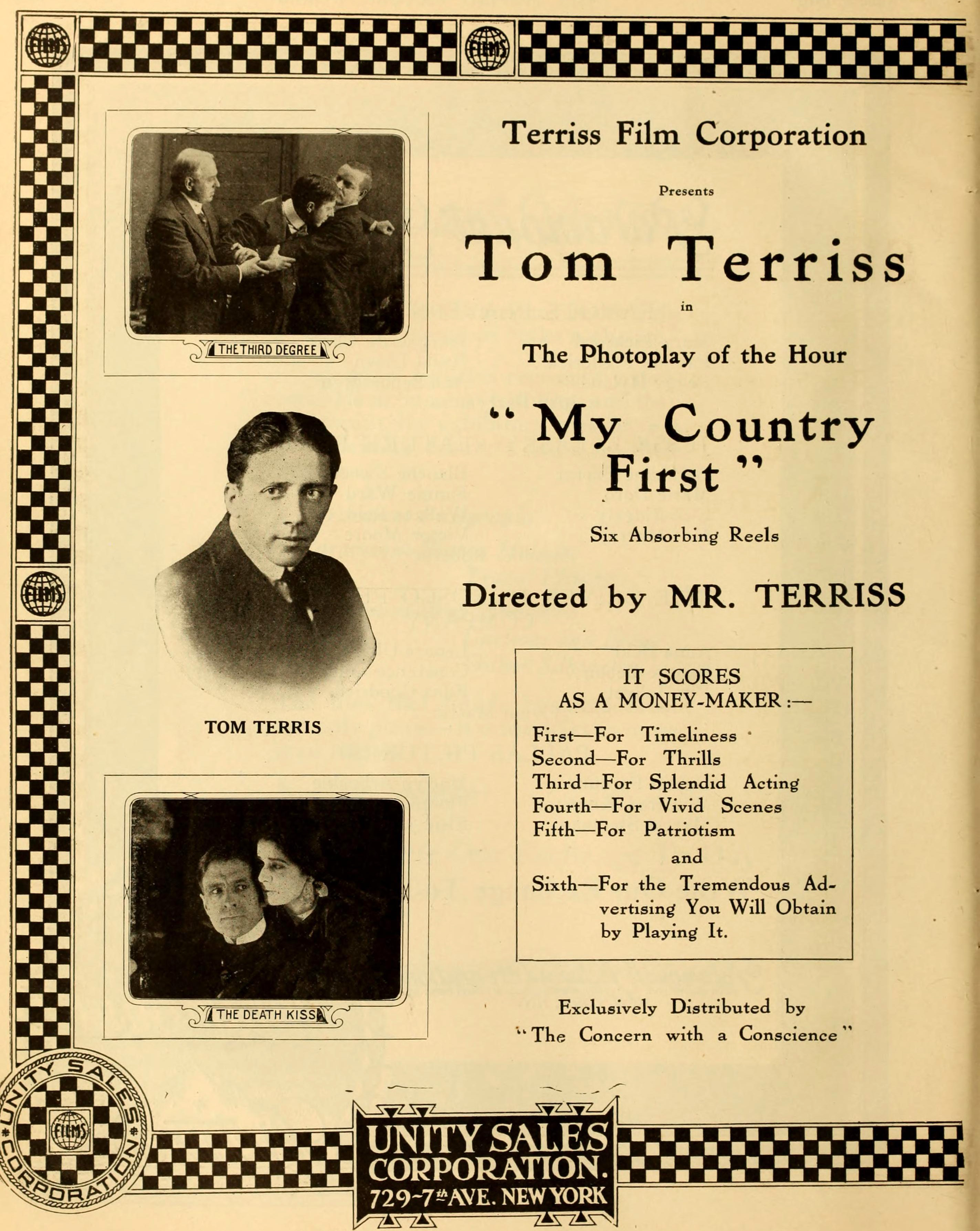
My Country First (1916)

Tom Terriss (né le 28 septembre 1872 et mort le 8 février 1964) est un acteur et réalisateur britannique.

## Filmographie partielle

### Comme réalisateur
- 1914 : The Mystery of Edwin Drood coréalisé avec Herbert Blaché
- 1915 : The Pearl of the Antilles
- 1916 : My Country First
- 1919 : The Lion and the Mouse
- 1919 : The Spark Divine
- 1921 : The Heart of Maryland (en)
- 1928 : Clothes Make the Woman

### Comme acteur
- 1914 : The Mystery of Edwin Drood de lui-même et Herbert Blaché
- 1915 : The Pearl of the Antilles de lui-même
- 1916 : My Country First de lui-même
- 1919 : Une idylle aux champs (Sunnyside) de Charlie Chaplin (pas crédité)